# Proncojapyx
Proncojapyx es un género de Diplura en la familia Japygidae.

## Especies
- Proncojapyx scotti Silvestri, 1948